# Quigoma
Quigoma (Kigoma) é uma cidade e um porto no noroeste da Tanzânia , nas margens do lago Tanganica e perto da fronteira com o Burúndi e a República Democrática do Congo. É capital da região de Quigoma e tem uma população de 135.234 (censo de 2007) e uma altitude de 775 m.